# Mehdi Bahman
Mehdi Bahman (Iran, 1978/1979) és un escriptor i il·lustrador iranià que treballa envers la coexistència religiosa i que va ser sentenciat a mort pel govern del seu país, acusat d'espionatge. El gener de 2023, el PEN Català va nomenar-lo membre d'honor.

## Obra
Al llarg dels seus 44 anys, l'autor ha escrit i il·lustrat més de 20 llibres religiosos amb l'objectiu d'aconseguir una cooperació pacífica interconfessional a la regió. Les minories religioses del país, que són discriminades i perseguides per la teocràcia governant des de fa anys, han estat sempre, en canvi, defensades per Bahman.
En els seus escrits, Bahman parla sovint de la tolerància religiosa i durant anys ha creat art religiós amb el clergue xiïta Masoumi Tehrani; aquestes peces d'art inclouen símbols de diverses religions i les regalaven a líders de les minories religioses iranianes (cristians, jueus, musulmans sunnites, musulmans xiïtes, zoroastristes, bahá'ís i mandeus sabians). Tehrani va ser detingut poc després de Bahman.
La Biblioteca del Congrés dels Estats Units té dues còpies il·lustrades per Bahman del Llibre dels Salms i el Llibre d'Esdres. També ha il·lustrat llibres de la Torà i la Bíblia.

## Sentència de mort
L'abril de 2022 va concedir una entrevista al canal de notícies israelià Keshet 13 després d'acostar-se a una dona israeliana perquè un dels seus llibres es traduís a l'hebreu. Durant l'entrevista va parlar del seu treball envers el diàleg entre les diverses religions alhora que va criticar el règim iranià i la imposició de la llei islàmica, va instar la pau entre l'Iran i Israel i va assegurar de no tenir por de ser arrestat per parlar amb un mitjà israelià. Va declarar que, segons la seva experiència, els iranians no tenen cap problema amb els jueus i Israel i que volia normalitzar les relacions entre ambdós països.
Arran d'aquesta intervenció va ser acusat d'espionatge per a Israel i condemnat a mort amb aquests càrrecs. El 13 d'octubre de 2022 va ser detingut per les forces de seguretat de l'Iran a casa seva a Teheran, després de l'esclat de les protestes arran de la mort de Mahsa Amini el mes anterior. Segons va informar uns mitjans de comunicació afiliats a l'oposició iraniana, un Tribunal Revolucionari havia dictat la sentència. L'escriptor i il·lustrador va ser aïllat i se li va negar el contacte amb la seva família i l'assistència legal, i es troba a la sala 209 de la presó d'Evin. Tot i que altres mitjans afiliats a l'oposició van informar de la detenció, ni els mitjans estatals ni els funcionaris van fer-ne una confirmació oficial.
Milers de periodistes, professors, estudiants i activistes dels drets civils, van ser arrestats des de l'esclat de les protestes a tot l'Iran a causa de la mort de la jove kurda. El PEN Català, que va fer Bahman membre d'honor el gener de 2023, va dur a terme aquesta acció com a part d'una campanya de denúncia de les violacions dels drets més fonamentals de les persoens a l'Iran, com a part de la crida a les autoritats iranianes a alliberar els escriptors empresonats i condemnats de manera injusta arran de les darreres execucions de dissidents.